# Doppelschlussgenerator

Schaltbild Doppelschlussgenerator

Als Doppelschlussgenerator (auch: Verbundgenerator oder Compound-Generator respektive Compoundgenerator) wird die Bauweise eines elektrischen Generators bezeichnet, die eine Kombination aus Nebenschluss- und Hauptschlussgenerator (Reihenschlussgenerator) darstellt.

## Beschreibung
Der Doppelschlussgenerator verfügt über zwei Erregerwicklungen, die auf einem gleichen Hauptpol angebracht sind. Diese zwei Wicklungen bestehen aus einer Nebenschlusswicklung und die andere aus einer Reihenschlusswicklung. Ein Feldsteller ist in Reihe mit der Nebenschlusswicklung geschaltet. Für gewöhnlich ist die Reihenschlusswicklung mit der Nebenschlussschaltung so geschaltet, dass die Magnetfelder die gleichen Richtungen untereinander haben und somit das Magnetfeld des Stators bei Belastung der Maschine verstärken. Dadurch ist die elektrische Spannung des Doppelschlussgenerators – im Gegensatz zum Nebenschlussgenerator – bei Belastung höher.
Ist die Spannung eines Generators beinahe unabhängig von der Belastung, so bezeichnet man diesen als compoundiert. Wird der Generator übercompoundiert, so steigt die Spannung bei Belastung. Bei der Gegencompoundierung wird die Reihenschlusswicklung so geschaltet, dass bei Belastung der Magnetismus im Ständer abnimmt und somit auch die Spannung stark absinkt. 

## Verwendung
Doppelschlussgeneratoren werden als Erregermaschine zur Lieferung des Erregerstromes für Synchrongeneratoren verwendet.